# Ctenitis melanosticta
Ctenitis melanosticta là một loài thực vật có mạch trong họ Dryopteridaceae. Loài này được (Kunze) Copel. miêu tả khoa học đầu tiên năm 1947.